# Jean Blanchet
Jean Blanchet, né à Saint-François-de-Beauce le 10 février 1843 et mort à Québec le 11 décembre 1908, est un avocat, député, chef de l’Opposition officielle, secrétaire de la province de Québec et magistrat québécois. Fils de Cyprien Blanchet, notaire, et de Marie Gosselin, Jean Blanchet fait ses études au Séminaire de Nicolet et à l’Université Laval. Il est admis au Barreau du Bas-Canada le 5 octobre 1863, créé conseiller de la Reine (C.R.) par le gouvernement du Québec en 1876 et par le gouvernement du Canada en 1880. Il exerce sa profession d’avocat auprès de Sir Henri-Elzéar Taschereau à compter de 1863 et l’Université Laval lui décerne un doctorat honoris causa en droit en 1891. En 1878, il épouse Jeanie Seymour, fille de Silas Seymour (en), ingénieur et homme politique américain.

## Carrière politique (1872 à 1891)
D’abord défait sous la bannière du Parti libéral-conservateur dans le comté de Beauce aux élections fédérales de 1872, il est élu par acclamation en 1881 député du même comté à l’Assemblée législative du Québec, cette fois, en 1881, sous la bannière du Parti conservateur du Québec, aussi appelé Parti bleu ; le Parti bleu appuie Louis-Hippolyte Lafontaine, le rôle du clergé dans la société québécoise et la confédération canadienne de 1867, et il s’oppose au Parti rouge de Louis-Joseph Papineau, qui rejette l’Union du Haut et du Bas-Canada ainsi que la confédération de 1867. Son siège de député devient vacant quand il accède au Conseil exécutif du Québec le 31 juillet 1882, mais il est réélu à son poste par acclamation à l’élection partielle tenue dans son comté deux semaines plus tard, le 14 août 1882. Il assume les fonctions de Secrétaire et registraire de la province de Québec dans les cabinets de Joseph-Alfred Mousseau, de John Jones Ross et de Louis-Olivier Taillon du 31 juillet 1882 au 29 janvier 1887. Il est réélu député de Beauce en 1886 et 1890 puis nommé Chef de l’opposition officielle en 1890-1891,,.

## Blanchet et la mise en valeur de la Nouvelle-France
« (…) au XIXe siècle, les législatures des provinces du Bas-Canada, du Canada-Uni et du Québec lèguent à la postérité des milliers de pages de documents d’archives de la Nouvelle-France », écrit Christian Blais, historien à la Bibliothèque de l'Assemblée nationale du Québec dans le cadre d’une rétrospective historique des efforts déployés par les parlementaires de cette époque pour acquérir et publier des documents relatifs à la Nouvelle-France. La Société historique et littéraire de Québec obtiendra des fonds publics à cette fin mais, au palier gouvernemental, c’est au Secrétariat de la Province que cette responsabilité culturelle sera dévolue à compter de 1868, année de la création de ce ministère au sein du Conseil exécutif. Deux titulaires du Secrétariat seront particulièrement sensibles à la nécessité de publier les archives documentaires concernant le Régime français au Canada : Jean Blanchet (1882 -1887) et Charles-Antoine-Ernest Gagnon (1887-1890).

### La Collection de manuscrits (...) relatifs à la Nouvelle-France
En 1883, alors Secrétaire et registraire de la province de Québec, Jean Blanchet est donc attentif au « discours senti » que lui adresse son collègue le député de Bellechasse, Narcisse-Henri-Édouard Faucher de Saint-Maurice, un collaborateur à la revue Nouvelle-France. Faucher de Saint-Maurice lit alors un long extrait de l’introduction des Cours d’histoire du Canada de Jean-Baptiste Ferland et, insiste-t-il : « Un peuple s’honore en respectant son passé, en restant fier de ses aïeux ». Blanchet convient alors d’octroyer une somme de 5 000 $ pour publier une sélection de documents d’archives de la Nouvelle-France.
Grâce à ces fonds, la Législature publiera la « Collection de manuscrits contenant lettres, mémoires, et autres documents historiques relatifs à la Nouvelle-France ». « Le corpus est publié en quatre volumes, de 1883 à 1885, à partir d’archives conservées au bureau du registraire de la province. D’autres documents de cette collection provenaient des archives du Massachusetts, à Boston, celles-ci ayant été copiées à l’origine par les Américains aux archives de Paris ».
C’est Jean Blanchet qui signe la Préface de la Collection, dans laquelle il écrit notamment :

« (…) Les mémoires, lettres, correspondances, arrêts, documents publics et privés contenus dans ce précieux recueil, se rattachent particulièrement à une époque excessivement intéressante de notre existence, – la domination française. Ils sont destinés à jeter une vive lumière sur les premiers établissements de notre colonie, sur les causes qui ont retardé ou hâté ses progrès, son développement, ainsi que sur la politique qui inspirait et guidait nos aïeux dans leurs luttes incessantes pour la possession du Nouveau-Monde, avec les peuplades sauvages ou avec les États de la Nouvelle-Angleterre. Ils nous fournissent, en outre, des détails intimes et encore trop peu connus sur les actes, la conduite, le zèle et le dévouement des personnages principaux de cette période héroïque et tourmentée. Ils font enfin ressortir, avec plus de vigueur et de précision, les idées, les projets, les tendances et les aspirations de tous ceux qui, de près ou de loin, prenaient part à l'administration des affaires du pays et s'intéressaient au succès définitif du « Grand Empire » que la France avait voulu fonder en Amérique.
(…) En mettant ainsi à la portée de tout le monde ces documents d'une grande valeur, la législature de Québec n'a fait que suivre, d'ailleurs, le noble exemple donné déjà par la Nouvelle-Écosse, les États de New-York et du Massachusetts, et imiter ce qui se fait en Angleterre, en France et en Belgique, où l'on a depuis longtemps adopté, au prix de sacrifices pécuniaires considérables, les moyens les plus efficaces pour conserver les archives publiques, les classifier et en publier les parties les plus intéressantes, afin de les mettre entre les mains de tous ceux qui désirent les étudier.
(…) Hâtons-nous d'arracher à l'oubli et au ravage du temps, les importants et précieux manuscrits qui sont enfouis dans nos archives et qui seraient lus avec tant d'ardeur par un grand nombre d'écrivains avides de recherches historiques. Leur impression n'exige guère plus de frais que ceux auxquels la nécessité de les recopier nous a déjà entraînés, et nous y gagnerons, en les multipliant ainsi, le double avantage de permettre aux antiquaires et aux savants de les consulter avec profit pour eux et pour nous. Nous les mettrons de plus à l'abri de l'incendie et de la destruction en en partageant la garde avec eux et avec nos institutions scientifiques et littéraires. »

## Défense et illustration de l’autonomie des provinces
Fidèle à l’idéologie du Parti conservateur du Québec, qui appuie le parti de John A. Macdonald à Ottawa, Jean Blanchet, alors Secrétaire de la Province, prononce une allocution majeure sur l’autonomie des provinces à l’Assemblée législative de Québec les 21 et 24 avril 1884, intitulé « Discours de l'Honorable J. Blanchet, sécrétaire [sic] de la province de Québec ».
Dans ce long discours de 41 pages, Blanchet développe les arguments pour illustrer l’autonomie réelle des provinces et les garanties de liberté, de sécurité, de liberté et d’indépendance que procurent le pacte fédéral et l’empire britannique.

« Tout le monde sait que nous tenons à l'autonomie des provinces, que nous tenons au maintien des dispositions du pacte fédéra1, et tout le monde sait aussi qu'il n'y a jamais eu parmi nous aucun désir d'abandonner lâchement les institutions sous lesquelles nous vivons, soit pour nous annexer aux États-Unis, soit pour chercher, dans une émancipation précoce et prématurée, une indépendance qui ne serait qu'une déchéance et une servitude. (…)
Tout le monde sait que nous tenons à demeurer pendant longtemps sous le régime sous lequel nous vivons, dans cette dépendance coloniale qui, comme le disait dernièrement le marquis de Lorne, en Angleterre, est une véritable indépendance, moins les charges onéreuses que nous imposerait une indépendance absolue. Nous jouissons sous l'empire et sous la constitution qui nous régit, de tous les droits que puissent désirer des hommes libres et indépendants. Nous avons le droit de nous gouverner nous-mêmes dans le sens le plus absolu du mot, et, pour la garantie de notre liberté et la sécurité de notre territoire, nous avons le bras puissant de l'Angleterre qui nous protège, sans que nous soyons obligés de contribuer en rien au maintien de son armée et de sa marine.
Profitons de cette paix, de cette sécurité pour continuer, comme par le passé, à développer nos immenses ressources, à répandre l'éducation parmi le peuple, à coloniser notre vaste territoire, à multiplier nos industries, à étendre notre commerce, et sachons employer nos talents et notre énergie à affermir et à consolider, d'une manière durable, les bases de la grande Puissance que nous avons fondée en 1867. »

## Bâtonnier et juge
De 1889 à 1891, Jean Blanchet est élu à trois reprises Bâtonnier du Barreau de Québec puis, en 1890-1891, bâtonnier du Québec. L’Université Laval lui décerne un doctorat honoris causa en droit en 1891 et il devient, cette même année juge à la Cour du banc de la reine.

## Sociétés savantes, industries et clubs sociaux
Jean Blanchet a été pendant plusieurs années président de la Société permanente de construction des artisans et de l'Asbestos Mining and Manufacturing Co. of Canada. Il était également membre de sociétés savantes dont l’Athénée louisianais (une organisation créée en Nouvelle-Orléans en 1876 qui se consacre à la préservation du français et de la littérature française en Louisiane], la Société historique de Montréal et de la Société géographique de Bordeaux, et de clubs sociaux de son époque, dont le Club de la garnison, l’Union Club et le St. James Club.